# Plautier
Plautius, auch Plotius geschrieben, war das nomen gentile eines römischen Geschlechts, der gens Plautia (deutsch Plautier). Es stammte ursprünglich wohl aus Praeneste in Latium und stellte in der Mitte des 4. Jahrhunderts v. Chr. sieben Konsuln. Danach werden Angehörige des Geschlechts erst wieder in den letzten beiden Jahrhunderten v. Chr. erwähnt. In der Kaiserzeit gehörten die Plautier zu den führenden Senatorenfamilien und waren mit dem julisch-claudischen und dem antoninischen Kaiserhaus verschwägert.

## Bekannte Namensträger der Gens
- Gaius Plautius Proculus (Konsul 358 v. Chr.)
- Lucius Plautius Venox (Konsul 330 v. Chr.)
- Gaius Plautius Decianus (Konsul 329 v. Chr.)
- Publius Plautius Proculus (Konsul 328 v. Chr.)
- Lucius Plautius Venox (Konsul 318 v. Chr.)
- Gaius Plautius Venox (Zensor 312 v. Chr.)
- Lucius Plautius Hypsaeus (Prätor 189 v. Chr.)
- Lucius Plautius Hypsaeus (Prätor 139 oder 135 v. Chr.)
- Gaius Plautius (Prätor 146 v. Chr.)
- Marcus Plautius Hypsaeus (Konsul 125 v. Chr.)
- Marcus Plautius Silvanus (Volkstribun 89 v. Chr.)
- Publius Plautius Hypsaeus (Prätor wohl 55 v. Chr.)
- Aulus Plautius (Prätor 51 v. Chr.)
- Marcus Plautius Silvanus (Sohn des Aulus), Prätor und Ehemann der Urgulania
- Marcus Plautius Silvanus (Konsul 2 v. Chr.)
- Aulus Plautius (Suffektkonsul 1 v. Chr.), römischer Politiker und Suffektkonsul 1 v. Chr.
- Plautia Urgulanilla, erste Frau des Kaisers Claudius
- Marcus Plautius Silvanus (Prätor 24) (Prätor 24 n. Chr.)
- Aulus Plautius (Suffektkonsul 29 n. Chr.), eroberte 43 für Claudius Britannien
- Quintus Plautius (Konsul 36)
- Publius Plautius Pulcher (Prätor 36)
- Tiberius Plautius Silvanus Aelianus (Suffektkonsul 45 und 74)
- Plautius Lateranus, Senator des 1. Jahrhunderts n. Chr.
- Plautius, Jurist des 1. Jahrhunderts n. Chr.
- Lucius Aelius Lamia Plautius Aelianus (Suffektkonsul 80)
- Plautius Quintillus (Konsul 159)
- Lucius Titius Plautius Aquilinus (Konsul 162)
- Marcus Peducaeus Plautius Quintillus (Konsul 177)
- Quintus Hedius Lollianus Plautius Avitus (Konsul 209)
- Marcus Plautius Lycon, griechischer Maler

## Andere
- Lucius Plotius Gallus (1. Jh. v. Chr.), erster römischer Rhetor, der auf Latein unterrichtete

## Variante
- Plotius